# 克拉斯諾盧卡
49°54′8″N 26°3′19″E / 49.90222°N 26.05528°E
克拉斯諾盧卡（烏克蘭語：Краснолука）是位於烏克蘭西部特諾皮爾州裏克列梅涅茨區的村莊，始建於1560年，面積0.81平方公里，2001年人口579，人口密度每平方公里714.8人。